# ジャパンタウン (サンノゼ)
ジャパンタウン（別名：日本町 または J-town）は、サンノゼダウンタウンの北にある近隣住区である。First Street、8th street、Jackson Street、Taylor Streetの間に位置する。
ジャパンタウン地域は、第二次世界大戦時に強制収容所から戻る、日系アメリカ人のホームとなる。シリコンバレーの拡張により、多くの日本人はジャパンタウンを離れることになるが、日系コミュニティーのバイタリティーとカルチャーは、現在もジャパンタウンに残存する。サンノゼのジャパンタウンは、カリフォルニア州法により歴史地区として指定されている。
お盆祭り（7月）、日系祭り（春）、秋祭り（秋）、ファーマーズマーケット等が開催される。
サンノゼ日系アメリカ人博物館、サンノゼ太鼓、Shuei-do 饅頭屋、サンノゼ豆腐店、ニジヤマーケットのサンノゼ店があるほか、サンタクララバレー交通局の駅(Japantown/Ayer)もある。